# Acid hydrazoic
Acid hydrazoic, còn được gọi là hydro azide, acid azic hoặc azoimide, là một hợp chất có công thức hóa học {\displaystyle {\ce {HN3}}}.  Nó là một chất lỏng không màu, dễ bay hơi và dễ nổ ở nhiệt độ và áp suất phòng. Acid hydrazoic là một hợp chất của nitơ và hydro, do đó nó là một hydride nhóm 15 (hydride pnictogen). Trạng thái oxy hóa của các nguyên tử nitơ trong acid hydrazoic ở dạng phân số và có giá trị là -1/3. Nó được tổng hợp thành công lần đầu tiên vào năm 1890 bởi giáo sư Theodor Curtius.  Acid này có ít ứng dụng, nhưng base liên hợp của nó, ion azide (N3-), lại có nhiều ứng dụng hữu ích trong những quy trình chuyên biệt. Acid hydrazoic là một monoacid kém bền và khá yếu, với pKa dao động chỉ từ khoảng 4,6 ~ 4,75.
Về nguyên tắc, tên gọi hydro azide dùng để chỉ HN3 nguyên chất ở dạng khí, còn tên gọi acid hydrazoic thì được dùng để chỉ dung dịch HN3 trong nước. Mặc dù HN3 có công thức hóa học tương tự các hợp chất nitơ khác như amonia (NH3) và hydrazin (N2H4), nhưng trên thực tế nếu ta xét về mặt cấu trúc, thì acid hydrazoic hầu như không có quan hệ gì với hai hợp chất nêu trên.
Acid hydrazoic, cũng giống như những acid vô cơ khác, tan trong nước. Acid hydrazoic không loãng là chất dễ nổ nguy hiểm,  với enthalpy tạo thành chuẩn {\displaystyle \Delta _{f}H^{o}} (I, 298K) = +264 kJ/mol.  Dung dịch loãng khí và nước của HN3 (nồng độ dưới 10%) có thể được pha một cách an toàn mà không có nguy hiểm gì nhưng phải sử dụng dung dịch ngay sau khi pha; do điểm sôi thấp, các phân tử HN3 sẽ hình thành nhiều hơn khi bay hơi và ngưng tụ dẫn đến các dung dịch loãng (các dung dịch này không có khả năng nổ) có thể tạo thành các giọt trong khoảng trống của thùng chứa hoặc lò phản ứng (khi đó có khả năng gây nổ). 

## Sản xuất
Acid hydrazoic thường được tổng hợp từ phản ứng acid hóa của muối azide, điển hình như natri azide (NaN3). Thông thường, dung dịch muối natri azide trong nước sẽ chứa một lượng nhỏ acid hydrazoic. Lượng này chỉ tồn tại song song với muối azide ở trong một cân bằng, tuy nhiên nếu có thêm sự tham gia của một acid mạnh hơn, chẳng hạn như acid hydrochloric, các chất chiếm thành phần lớn ở trong dung dịch muối có thể bị chuyển hóa thành HN3. Sau đó có thể thu được acid tinh khiết bằng phương pháp chưng cất phân đoạn, kết quả cuối cùng là một chất lỏng không màu, dễ nổ và có mùi khó chịu. 
NaN3 + HCl → HN3 + NaCl
Nếu cho bari azide tác dụng với acid sulfuric loãng, sau đó đem hỗn hợp sản phẩm lọc kết tủa bari sulfat, ta sẽ thu được dung dịch nước của acid hydrazoic. 
Ba(N3)2 + H2SO4 → 2HN3 + BaSO4 ↓
Trước đây, acid hydrazoic từng được điều chế từ phản ứng của dung dịch hydrazin với acid nitrơ.
N2H4 + HNO2 → HN3 + 2H2O
Trong môi trường acid, hydrazin có cân bằng sau:
N2H4 + H+ ⇌ [N2H5]+
Vì vậy, phản ứng này còn được viết với cation hydrazini [N2H5]+ như sau:
[N2H5]+ + HNO2 → HN3 + 2H2O + H+
Các chất oxy hóa khác như hydro peroxide, nitrosyl chloride, nitơ trichloride hay acid nitric cũng có thể được dùng để tổng hợp acid hydrazoic từ hydrazin. 

## Xử lí và tiêu hủy trước khi thải ra
Để tiêu hủy acid hydrazoic, ta có thể cho acid này phản ứng với acid nitrơ. Phản ứng tạo ra hai khí dinitơ monoxide và nitơ:
HN3 + HNO2 → N2O + N2 + H2O
Phản ứng này đặc biệt ở chỗ, nitơ có mặt trong chất tham gia và sản phẩm với bốn trạng thái oxy hóa khác nhau:  -1/3, 0, +1 và +3.

## Phản ứng
Về tính chất, acid hydrazoic có một số điểm tương đồng với các acid hydrohalic, nó tạo muối azide của chì, bạc và thủy ngân(I). Điểm chung của các muối azide này (giống với các muối halide tương ứng), đó là chúng tan ít trong nước. Tất cả các muối azide kim loại đều kết tinh ở dạng khan và kém bền với nhiệt, chúng bị nhiệt phân khi đun nóng, để sót lại một số mảnh kim loại nguyên chất.
Như đã nêu ở trên, acid hydrazoic là một acid yếu (pKa = 4,75) . Muối azide kim loại nặng dễ nổ và dễ tuơng tác với các alkyl iodide (iodoalkan). Azide của các kim loại kiềm (trừ lithi) hoặc kim loại kiềm thổ không gây nổ. Nhưng chúng phân hủy theo một cách có kiểm soát hơn khi đun nóng, giải phóng khí nitơ tinh khiết (về mặt quang phổ) . Acid hydrazoic có tính khử mạnh. Dung dịch acid hydrazoic hòa tan được nhiều kim loại (ví dụ như kẽm, sắt) giải phóng khí hydro và tạo thành muối azide (trước đây còn gọi là azoimide hoặc hydrazoat).
Zn + 2HN3 → Zn(N3)2 + H2 ↑
Acid hydrazoic cũng có thể phản ứng với các hợp chất (hay dẫn xuất) carbonyl, bao gồm aldehyde, keton và acid carboxylic, tạo thành amin hoặc amide khi nguyên tử nitơ bị đẩy ra. Phản ứng này được gọi là phản ứng Schmidt.

Phản ứng Schmidt đối với keton.

Hòa tan acid hydrazoic trong các acid mạnh nhất sẽ tạo thành các muối dễ nổ chứa ion aminodiazoni  [H2N=N=N]+ ⇌ [H2N−N≡N]+, ví dụ như: 
HN=N=N + H[SbCl6] → [H2C=N=N]+[SbCl6]–
Ion [H2C=N=N]+ đẳng điện (isoelectronic) với diazomethan H2C=N+=N–.
Dưới tác dụng của ma sát hoặc tia lửa, acid hydrazoic bị phân hủy, giải phóng khí hydro và nitơ.
2HN3 → H2 + 3N2
Ở mức năng lượng vừa đủ, đơn phân tử acid hydrazoic bị phân hủy, tạo thành imidogen và khí nitơ:
HN3 → NH + N2
Đây là một trong số ít phản ứng có tốc độ xác định đối với lượng năng lượng dao động cụ thể ở trạng thái điện tử thấp nhất, từ các nghiên cứu quang phân ly bằng laser.  Hơn nữa, các tỷ lệ đơn phân tử này đã được phân tích về mặt lý thuyết, và những tỷ lệ thực nghiệm - tính toán đều đã có sự thống nhất hợp lý. 

## Độc tính
Acid hydrazoic rất độc và dễ bay hơi. Nó có mùi khó chịu, hơi của HN3 có thể gây ra những cơn đau đầu nghiêm trọng. Acid hydrazoic được coi là một loại chất độc không tích luỹ.
Người lao động chỉ cần tiếp xúc 0,5 ppm acid hydrazoic thôi cũng sẽ bị đau đầu và nghẹt mũi. Những triệu chứng khác, chẳng hạn như suy nhược, kích ứng mắt và mũi, có thể quan sát sau khi tiếp xúc với nồng độ 3 ppm trong vòng chưa đầy một giờ. Nhịp tim thay đổi, huyết áp có thể thấp hoặc bình thường. Các triệu chứng tuơng tự cũng đã được báo cáo ở người làm trong ngành sản xuất chì azide. Những người này bị tụt huyết áp rõ rệt, tình trạng của họ trở nên trầm trọng hơn trong những ngày đi làm và trở lại bình thường sau khi họ nghỉ việc.
Ở các loài gặm nhấm, khi tiếp xúc với hơi acid hydrazoic sẽ dẫn đến viêm phổi cấp tính. Hơi của acid này so với hơi của hydro cyanide thì ít độc hơn 8 lần, với nồng độ 1,024 ppm có thể gây tử vong cho một con chuột sau một giờ đồng hồ (so với 135 ppm đối với hydro cyanide). .

## Ứng dụng
2-Furonitril, một chất tạo ngọt tiềm năng và chất trung gian dược phẩm đã được tổng hợp với hiệu suất cao bằng phản ứng của furfural với hỗn hợp acid hydrazoic (HN3) và acid perchloric (HClO4), có mặt magnesi perchlorat trong dung dịch có dung môi là benzen ở điều kiện 35 °C. 
Laser iod toàn pha khí (AGIL) sẽ trộn lẫn khí hydro azide với chlor để tạo ra trichloramin, sau đó trichloramin sẽ được sử dụng để tổng hợp iod; việc này loại bỏ được các yêu cầu về hóa học trong chất lỏng của loại laser COIL (laser iod-oxy hóa học).